# Universitatea din Graz
Universitatea din Graz (în germană Karl-Franzens-Universität Graz) este o universitate austriacă care se află la Graz, în landul Stiria (Austria meridională). Colegiul iezuit a fost fondat în 1573 și a devenit universitate în 1585. În 1773, a trecut în mâinile puterii civile, când Compania lui Isus a fost suprimată.

## Denumirea
Numele său latin: Carola-Franciscea provine de la arhiducele Carol al II-lea Francisc de Austria, care i-a fost fondator.

## Istorie

### Universitate iezuită
Arhiducele Carol al II-lea Francisc de Austria a avut inițiativa fondării unei instituții de învățământ de calitate la Graz. El a invitat în ducatul său iezuiți care au deschis la Graz un colegiu. Municipalitatea orașului, dominată de protestanți, a fost la început ostilă și le-a interzis locuitorilor să-și trimită copiii la acest colegiu. Astfel, primii studenți au venit din exterior; germani, croați, maghiari și din provincia Trento. În 1585 colegiu a devenit universitate.
Potrivit Constituției lor, iezuiții ofereau un învățământ gratuit și deschis tuturor. A fost fondată o reședință pentru studenții săraci, „Fernandinum”. Rapid, colegiul este un succes. Numărul studenților trece de la 363 în 1584, la 1.100 în 1618 și la 1.400 în 1749. În 1747, este deschisă o reședință pentru studenții teologi nevoiași: „Josephinum”. Printre profesorii și personalitățile care au creat reputația universității în această primă perioadă: Péter Pázmány (devenit apoi cardinal și primat al Ungariei), Wilhelm Lamormaini și Nicolaus von Avancini. 
Universitatea a contribuit mult la recatolicizarea Graz-ului și a împrejurimilor. Mai mulți foști studenți ai universității au plătit cu viața atașamentul lor de credința catolică: John Ogilvie, Ștefan Pongrácz și Jan Sarkander.

### Universitate publică
Suprimarea Companiei lui Isus, în 1773, a forțat ducatul să se ocupe de universitate, care a continuat să producă absolvenți, mai ales în domeniile practice ale științei. Facultatea de drept și-a deschis porțile în 1778, iar apoi, în 1782, universitatea redenumită „liceu”, și-a adăugat o facultate de medicină-chirurgie.
Restabilirea ca universitate (1827) a fost inițiativa împăratului Francisc I. Reforma universitară a lui Wilhelm von Humboldt (1848), care liberaliza cursurile universitare, a dotat Universitatea din Graz cu o autonomie nouă. Universitatea a devenit purtătoare de cuvânt a științei, iar studenții erau inițiați în metodele cercetării științifice („Bildung durch Wissenschaft”). Acest principiu propedeutic a rămas (cu excepția perioadei naziste, din 1938 până în 1945) până în 1975.
Anschlussul din 1938 a condus la demisia mai multor profesori, printre care laureații Premiului Nobel Otto Loewi, Victor Franz Hess și Erwin Schrödinger. Redenumită Karl-Franzens-Reichsuniversität Graz în 1941, ea a devenit Reichsuniversität Graz în 1942.
Reforma universitară din 1975 a pus capăt conducerii instituției numai de către profesori cu o largă participare a personalului științific și studenți în toate comisiile. Noile reforme, din 1993, au permis intrarea în vigoare a legii organizării universităților.

### Universitate azi
Această universitate este împărțită în șase facultăți, în conformitate cu § 20 alin 4, din Legea universităților din 2002:
- Facultatea de Teologie Catolică
- Facultatea de Drept
- Facultatea de Științe Economice și Sociale
- Facultatea de Arte și Științe
- Facultatea de Științele Naturii
- Facultatea de Științe Regionale și Educație pentru Mediu

Facultatea de Medicină a fost transformată în Universitatea de Medicină din Graz, în cursul anului 2003, cu efect din anul 2004.

## Rețele universitare
Universitatea participă la rețelele interuniversitare de cercetări și mobilitate a studenților din Grupul Coimbra și Rețeaua de la Utrecht.

## Galerie de imagini

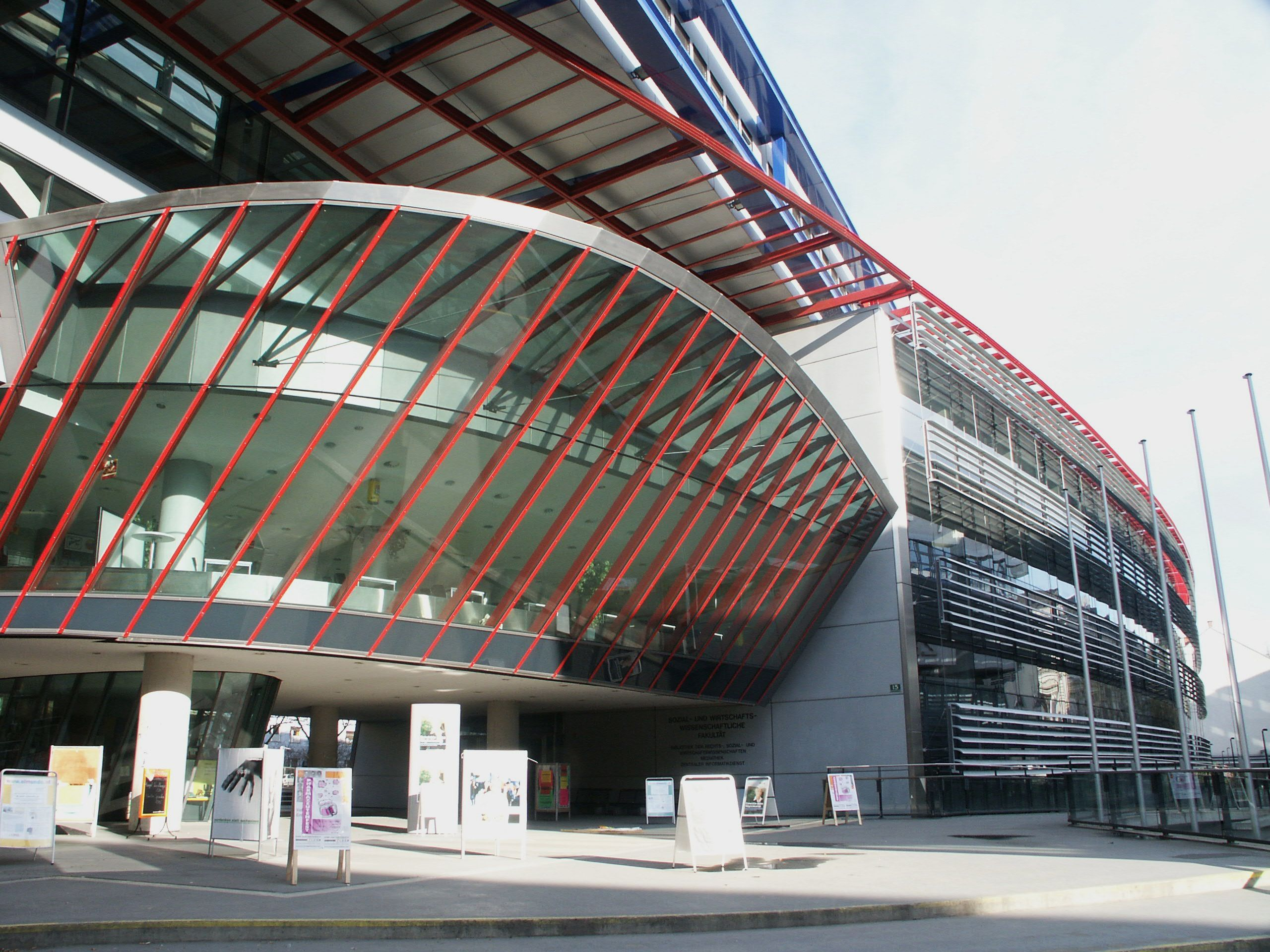
Centrul ReSoWi-Zentrum al Universității
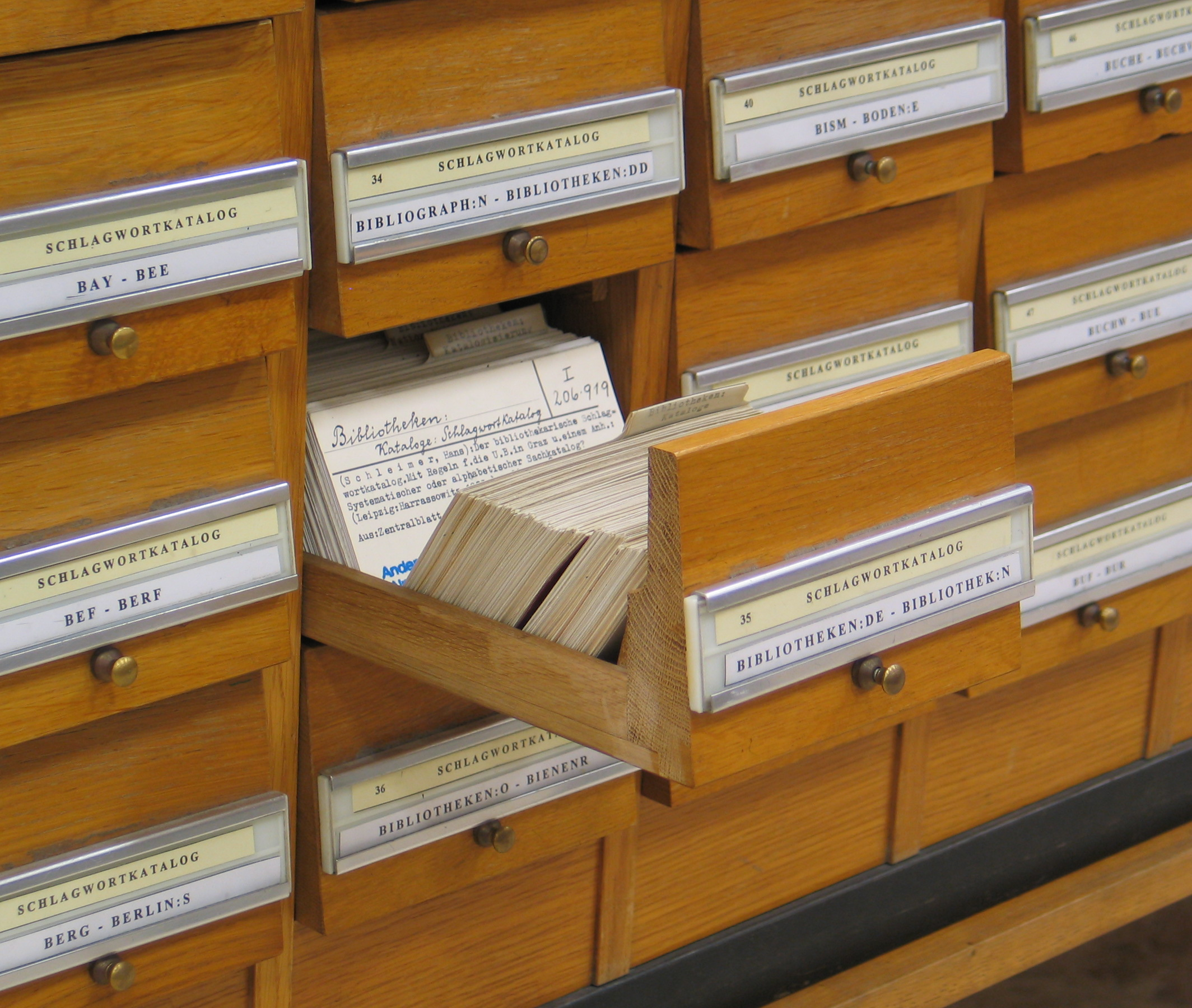
Vechi catalog tematic al bibliotecii
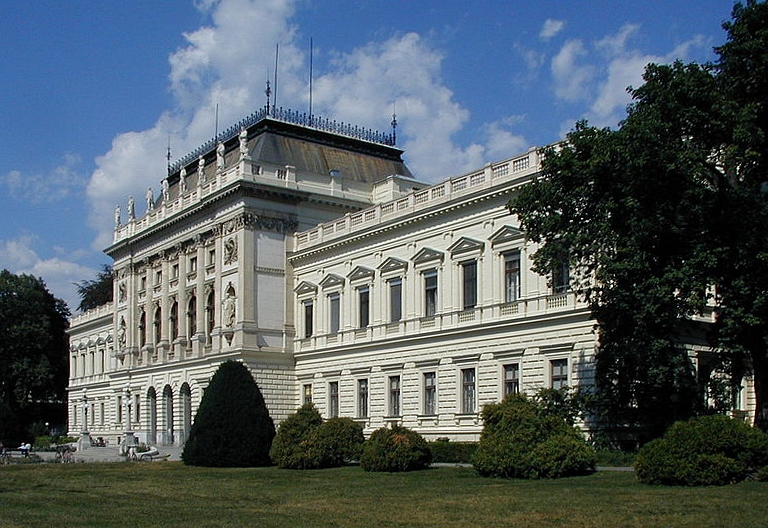
Fațada corpului principal al Universității din Graz

## Personalități
- Ștefan Pongrácz, student între 1612 și 1615, iezuit ardelean, sfânt
- Constantin von Wurzbach, student în drept între 1835 și 1837
- Ludwig Boltzmann a fost profesor aici la sfârșitul secolului al XIX-lea.
- Heinrich Harrer a studiat aici în anii 1930.
- Victor Franz Hess, Premiul Nobel pentru fizică, a studiat aici din 1901 până în 1906, înainte de a preda aici până în 1910.
- Jacques Le Rider a fost profesor asociat în anii 1990.
- Paul Tanco (1843-1916), doctor în matematică (1872), director al Gimnaziului Grăniceresc din Năsăud
- Walther Nernst a studiat aici en 1886.
- Erwin Schrödinger a studiat aici în anii 1930.
- Anton Wölfler a predat aici chirurgia între anii 1886 - 1895.
- Leopold von Sacher-Masoch  a predat aici.
- Hugo Schuchardt, romanist;
- Nikola Tesla, fizician, inventator;
- Ernst Mach, fizician.